# Zeev Tene
Zeev Tene (* 6. května 1947 Polsko), narozen jako Sigmund Tannenbaum, je izraelský zpěvák, autor protiválečných písní, herec a básník.
Vystudoval potravinářské inženýrství a podnikal v tomto oboru.

## Hudba
Jedna z jeho nejznámějších protiválečných písní se nazývá Každý den jsem bombardoval Bejrút (I bombed Beirut every day). Zazněla mj. v izraelském animovaném dokumentárním filmu Valčík s Bašírem, který se věnuje tématu první libanonské války v roce 1982. Je také autorem jednoho z vůbec prvních izraelských protestsongů, Kde jsme udělali chybu (Eifo Ta'inu), napsaného po propuknutí Jomkipurské války v roce 1973.
Na své 70. narozeniny vydal desáté album - Tsa'ir Ani Kvar Lo Amut, které vyšlo zároveň jako připomínka 50. výročí izraelské okupace palestinských území.

## Filmy
- Shtisel, TV série (2013-2020), herec
- Everything Is Broken Up and Dances (2016), herec
- Shake Your Cares Away (2021), herec

- Kabalat Shabat (2014) – spoluautor hudby

## Rodina
Tene měl sestru, která byla zavražděna během holocaustu.
„Patřím k dětem, se kterými rodiče zacházeli velmi jemně, protože se narodily z tak velkého traumatu. Museli jsme být šťastní, tím byli moji rodiče opravdu posedlí, přitom věděli, že je to v podstatě nemožné. Pokud nejste sami šťastní, nemůžete předat štěstí svým dětem,“ – rozhovor pro list Haaretz.